# شاردین‌تپه
شاردین تپه مربوط به هزاره اول قبل از میلاد است و در شهرستان جویبار، بخش مرکزی، روستای بیزکی واقع شده و این اثر در تاریخ ۱۷ اسفند ۱۳۸۱ با شمارهٔ ثبت ۷۸۴۰ به‌عنوان یکی از آثار ملی ایران به ثبت رسیده است.